# 孟树林
孟树林（1916年—2004年），男，陕西黄陵人，中华人民共和国政治人物，曾任新疆维吾尔自治区政协副主席，第六届全国政协委员。